# Alfred Liebster
Alfred Peter Liebster, född 14 mars 1910 i Wien, död år 2000 i Camden, London, England, var en österrikisk bordtennisspelare och världsmästare i dubbel och lag.
Han spelade sitt första VM 1928 och 1938, 11 år senare sitt sista. Under sin karriär tog han 16 medaljer i Bordtennis VM; 2 guld, 6 silver och 8 brons.

## Meriter
- Bordtennis VM
  - 1928 i Stockholm: 
    - 3:e plats singel
    - 1:a plats dubbel (med Robert Thum)
    - 2:a plats med det österrikiska laget

  - 1929 i Budapest
    - 3:e plats mixed dubbel (med Gertrude Wildam)
    - 2:a plats med det österrikiska laget

  - 1930 i Berlin
    - kvartsfinal singel
    - 2:a plats dubbel (med Robert Thum)
    - kvartsfinal mixed dubbel
    - 4:e plats med det österrikiska laget

  - 1931 i Budapest
    - 3:e plats dubbel (med Manfred Feher)
    - 6:e plats med det österrikiska laget

  - 1932 i Prag
    - 3:e plats med det österrikiska laget

  - 1933 i Baden
    - 3:e plats dubbel (med Manfred Feher)
    - kvartsfinal mixed dubbel
    - 3:e plats med det österrikiska laget

  - 1934 i Paris
    - 2:a plats med det österrikiska laget

  - 1935 i London
    - 2:a plats dubbel (med Adrian Haydon)
    - 3:e plats med det österrikiska laget

  - 1936 i Prag
    - 1:a plats med det österrikiska laget

  - 1937 i Baden
    - 4:e plats med det österrikiska laget

  - 1938 i London
    - kvartsfinal dubbel
    - 3:e plats mixed dubbel (med Gertrude Pritzi)
    - 2:a plats med det österrikiska laget

- Öppna engelska mästerskapen
  - 1940: 1:a plats dubbel (med Richard Bergmann)